# Гурьевское водохранилище
Гурьевское водохранилище — расположено на территории Гурьевского района Кемеровской области на реке Малый Бачат, южнее города Гурьевск. Создано в начале XIX века как пруд для нужд Гурьевского металлургического завода. Высота над уровнем моря — 236 м.
Удерживается земляной плотиной 325 м длины и 6 м ширины.
Принимает три реки: Милкова, Талмовая, Малый Бачат, вытекает последний. Есть несколько островков.
На юго-восточном берегу, у впадения Милковы, расположен оздоровительный лагерь.